# Waterloo Bridge (pel·lícula de 1931)
Waterloo Bridge és una pel·lícula de guerra i romàntica estatunidenca de 1931 dirigida per James Whale i protagonitzada per Mae Clarke i Kent Douglass. El guió de Benn Levy i Tom Reed està basat en l'obra de 1930 Waterloo Bridge de Robert E. Sherwood.
La pel·lícula es va tornar a fer el 1940 com a Waterloo Bridge i com a Gaby el 1956. Tots dos remakes van ser fets per Metro-Goldwyn-Mayer, que va comprar la versió de 1931 a Universal. Actualment, els drets de les tres pel·lícules els tenen Warner Bros. i la seva filial Turner Entertainment. Aquesta pel·lícula va ser una de les primeres pel·lícules de Bette Davis.

## Argument
L'autoodi d'una prostituta la fa reticent a casar-se amb un soldat idealista durant la Primera Guerra Mundial.

## Repartiment
- Mae Clarke com Myra
- Douglass Montgomery (aka, Kent Douglass) com Roy Cronin
- Doris Lloyd com Kitty
- Frederick Kerr com Major Wetherby
- Enid Bennett com Mrs Wetherby
- Bette Davis com Janet Cronin
- Ethel Griffies com Mrs Hobley

## Producció
Robert E. Sherwood havia basat la seva obra en les seves pròpies experiències de guerra, inclosa una trobada casual durant un atac aeri el 1918 amb una noia estatunidenca convertida en prostituta. La producció de Broadway es va estrenar el 6 de gener de 1930 al Fulton Theatre, on només va tenir 64 funcions. Malgrat que no va ser un èxit de crítica ni comercial, el productor de cinema Carl Laemmle, Jr. el va considerar un projecte de prestigi i va comprar els drets de la pel·lícula per a Universal Pictures.</ref>
Després d'haver quedat impressionat per la pel·lícula Journey's End (1930), Laemmle va contractar James Whale per dirigir Waterloo Bridge. L'obra de Sherwood s'havia convertit en una pel·lícula de guerra en el guió original, Benn Levy va ser contractat per restaurar-la en un drama de personatges, Tom Reed va proporcionar "continuïtat i diàleg addicional". Com que Universal estava patint problemes financers, Laemmle va pressupostar la pel·lícula en 252.000 dòlars i va donar a Whale un calendari de rodatge de 26 dies.</ref>
Rose Hobart, sota contracte amb Universal, se li va assignar el paper de Myra Deauville, però el va rebutjar quan va saber que l'estudi no tenia intenció de renovar el seu contracte. Va ser substituïda per Mae Clarke, una actriu contractada de Columbia Pictures ara més coneguda pel públic com la dona la cara de la qual va ser l'objectiu de James Cagney a The Public Enemy. "Crec que Whale va veure alguna cosa que sé que tenia aleshores", va recordar més tard Clarke, "i això va ser una confusió i una inseguretat bàsica que no em va importar projectar a la meva feina". Li va agradar treballar amb el director, que "volia veure què en pensaves", va dir. "No et deia com fer-ho. Et deia què passava".
El coprotagonista menys experimentat Kent Douglass, més tard conegut com Douglass Montgomery, va requerir molta atenció per part de Whale, que va tancar la producció durant tres dies mentre treballava amb l'actor novell. També hi havia al repartiment Bette Davis que, en el petit paper de Janet Cronin, va quedar sisena de nou en els crèdits inicials i va ser ignorada per tots els crítics. "Perfectament lògic", va recordar més tard Davis. "Tenia unes quatre línies... Durant el rodatge vaig desitjar representar a Myra. Podria haver-ho fet!"
Whale va completar la pel·lícula amb 50.000 dòlars per sota del pressupost, i Laemmle va quedar tan impressionat que va donar al director l'opció de qualsevol propietat que tingués l'estudi en les etapes de planificació. Va seleccionar Frankenstein i es va convertir en un dels principals directors d'Universal.

## Censura, remakes i reestrena
A causa del seu material controvertit, les juntes de censura de Chicago, Nova York i Pennsilvània van insistir que es fessin grans retallades a la pel·lícula. Quan el Codi de producció es va fer complir el juliol de 1934, es va fer impossible tornar a llançar la versió original de Waterloo Bridge . El 1939, MGM va comprar els drets de la propietat, i l'any següent va estrenar una adaptació protagonitzada per Vivien Leigh i Robert Taylor i dirigida per Mervyn LeRoy.
La pel·lícula Gaby de 1956, dirigida per Curtis Bernhardt i protagonitzada per Leslie Caron i John Kerr, va avançar la línia de temps de la història a la Segona Guerra Mundial i va crear un final feliç més que tràgic. Després d'haver estat emmagatzemat a les golfes de l'estudi durant 35 anys, Waterloo Bridge va ser redescoberta el 1975, però un acord de propietat conjunta entre MGM i Universal va impedir que es pogués veure durant dues dècades més.

## Recepció crítica
Mordaunt Hall de The New York Times va qualificar la pel·lícula com "una pel·lícula lloable" que "és una mica incompleta en el fons, però s'actua amb intel·ligència i hi ha imaginació en l'ús de la càmera i el micròfon". Va afegir: "Podria haver estat una producció fins i tot més satisfactòria si el Sr. Whale hagués dit plenament sobre el diàleg, perquè les línies d'alguns dels personatges de cockney de vegades són una mica forçades. Tota la narració és una història curta atenuada, amb el resultat que algunes parts no són especialment interessants".
Billy Wilkerson de The Hollywood Reporter va escriure: "És un entreteniment per a adults, no sofisticat, però madur... tan commovedor i creïble que envia qualsevol audiència parlant i delirant en agraïment."